# عقيل زيلع
عقيل زيلع،لاعب كرة قدم سعودي .

## مسيرة اللاعب
مثل نادي الفيحاء في الفئات السنية و لعب في نادي القادسية ونادي ضمك ونادي الحجاز ونادي الزلفي ونادي الريان.

## روابط خارجية
- عقيل زيلع على موقع قاعدة بيانات كرة القدم.إي يو (الإنجليزية)
- عقيل زيلع على موقع Soccerway.com (الإنجليزية)
- عقيل زيلع على موقع كووورة